# ARM Altair (BI-03)
El ARM Altair (BI-03) es un barco de Investigación Oceanográfica de la Armada de México. El ARM Altair (BI-03) se incorporó a la Armada de México el 23 de noviembre de 1984 y es el segundo buque de investigación más grande con el que cuenta la Armada de México.

## Armada de los Estados Unidos
El Buque de Investigación ARM Altair BI-03, (ex USNS James M. Gilliss (T-AGOR-4)) es uno de los primeros barcos de la Clase Agor su nombre original fue en honor del capitán de la armada de los Estados Unidos de América "James Melville Gillis", (1811-1865), quién fue el fundador del Observatorio Naval de su país, habiendo sido su director desde la creación hasta su fallecimiento. El barco fue construido en los Astilleros de Sturgeon Bay en el condado de Door en el Estado de Wisconsin, en los años de 1961-1962; a fines de 1962 fue entregado a la armada estadounidense y antes de comenzar a trabajar en Investigaciones Oceanográficas tomó parte en la búsqueda del Submarino USS Thresher (SSN-593).

## Investigación universitaria
En noviembre de 1970, el barco fue formalmente asignado a la Universidad de Miami, sufriendo éste algunas modificaciones para adecuarlo a su trabajo futuro, el cual era financiado por la Oficina de Oceanografía Naval y la Fundación Nacional de Ciencia de los Estados Unidos de América. Así mismo el barco fue apoyado por otras agencias como la Universidad Rosenstiel y la Escuela de Ciencias Marinas y Atmosféricas para efectuar los Programas de Investigación Oceanográfica.
En 1980, el barco fue reintegrado al servicio de la armada estadounidense, quedando desactivado y amarrado en el Puerto de Beaumont, Texas. En 1982, el Congreso de los Estados Unidos aprobó la moción de proporcionar el buque en calidad de préstamo a la Armada de México por el término de cinco años con opción a otros cinco.

## Armada de México
Causando alta el 1 de diciembre del mismo año en el Servicio Activo de la misma con el nombre de "Buque de Investigación Oceanográfica ALTAIR H-05".
"Altair", es una palabra proveniente del árabe AN-NASR. AL-TA-IR, que significa "Águila Voladora", desde el punto de vista astronómico, representa a una estrella de 1.ª Magnitud, de la constelación Águila cercana al Ecuador.
El 11 de julio de 1983, arribó al Puerto de Tampico, Tamaulipas, iniciando el período de reactivación en el Astillero de Marina Número UNO, terminándose el 30 de octubre de 1984 al pasar satisfactoriamente las pruebas en la Mar. Su primera Orden de Operaciones la inició el día 7 de noviembre con el fin de dirigirse al Puerto de la H. Veracruz, Veracruz; para preparar su Ceremonia de Abanderamiento.
El 23 de noviembre de 1984, es abanderado por el C. Lic. Miguel de la Madrid Hurtado, Presidente Constitucional de los Estados Unidos Mexicanos, como parte de los actos conmemorativos del "CLIX" Aniversario de la Rendición del Último Reducto Español en México. El primer crucero de investigación en aguas mexicanas lo realizó del 4 al 13 de febrero de 1985, transportando a 15 investigadores pertenecientes a la Estación Oceanográfica del Puerto de Veracruz y de la Universidad Nacional Autónoma de México para estudiar la "Corriente de Intrusión" en el Cañón Submarino de Campeche; habiéndose navegado un total de 1231 Millas Náuticas en 177 h con 10 Singladuras cubriendo el Área Marítima de Veracruz y la Sonda de Campeche.
- Datos: Q5653894
- Multimedia: IMO 7338339 / Q5653894